# 8818 Германнбонді
8818 Германнбонді (8818 Hermannbondi) — астероїд головного поясу, відкритий 5 вересня 1985 року.
Тіссеранів параметр щодо Юпітера — 3,326.